# Собор Галицких святых
Собо́р Га́лицких святы́х — святые, происхождением или своей деятельностью связанные с Галицией; празднование в их честь, установленное во Львовской епархии Украинской Православной Церкви.
Празднование, совершаемое в третье воскресенье по Пятидесятнице, установлено на заседании Священного Синода Русской православной церкви 3 апреля 2001 года по инициативе Блаженнейшего Владимира, митрополита Киевского и всея Украины. Позже список Собора Галицких святых был дополнен, в том числе местночтимыми в Украинской Церкви святыми.

## Собор Галицких святых
- мученик Парфений Римский (+ 250, память 19 мая (1 июня))
- святой равноапостольный Кирилл Философ, Моравский, учитель Словенский (+ 869, 14 (27) февраля, 11 (24) мая)
- святой равноапостольный Мефодий Солунский, Моравский, архиепископ, учитель Словенский (+ 885, память 6 (19) апреля, 11 (24) мая)

10 (23) июня)
- святой равноапостольный Владимир, вел. князь, просветитель Руси (+ 1015, память 15 (28) июля)
- святой благоверный князь Ярополк (+ 1086, память 22 ноября (5 декабря))
- преподобный святитель Стефан, епископ Владимир-Волынский (+ 1094, память 27 апреля (10 мая))
- святитель Амфилохий, епископ Владимир-Волынский (+ 1122, память 10 (23) октября)
- святой благоверный князь Мстислав Удалой (+ 1228, память 10 (23) февраля)
- святитель Пётр, митрополит Киевский и всея Руси, чудотворец (+ 1326, память 24 августа (6 сентября), 21 декабря (3 января))
- великомученик Иоанн Сочавский (+ 1330, память 2 (15) июня)
- святитель Феогност, митрополит Киевский и всея Руси (+ 1353, память 14 (27) марта)
- святитель Киприан, митрополит Киевский и всея Руси, чудотворец (+ 1406, 27 мая (9 июня), 16 (29) июля)
- святитель Фотий, митрополит Киевский и всея Руси (+ 1431, память 27 мая (9 июня), 2 (15) июля)
- священномученик Никифор (Парасхес-Кантакузин), архидиакон (+ 1599, память  6 (19) октября (Укр.))
- святитель Мелетий I, Патриарх Александрийский (+ 1601, память 13 (26) октября)
- преподобный Иов (Княгиницкий), Манявский (+ 1621, память 29 декабря (11 января), 24 июня (7 июля))
- святитель Арсений Элассонский, архиепископ Суздальский (+ 1625, память 29 апреля (12 мая))
- преподобный Феодосий Манявский (+ 1629, память 24 сентября (7 октября), 24 июня (7 июля))
- святитель Пётр (Могила), митрополит Киевский, Галицкий и всея Руси (+ 1646, память 31 декабря (13 января))
- преподобный Иов Почаевский (+ 1651, память 6 (19) мая, 28 августа (10 сентября), 28 октября28 октября (10 ноября))
- святитель Досифей, митрополит Азовский (+ 1701, память 13 (26) декабря)
- святитель Иоанн, митрополит Тобольский  (+ 1715, память 10 (23) июня)
- святитель Иннокентий, епископ Иркутский (+ 1731, память 9 (22) февраля, 26 ноября (9 декабря))
- святитель Павел, епископ Тобольский (+ 1770, память 4 (17) ноября)
- праведный Алексий Товт (+ 1909, память 24 апреля (7 мая))
- священномученик Максим Горлицкий (+ 1914, память 24 августа (6 сентября))
- священномученик Иоанн, архиепископ Рижский (+ 1934, память 29 сентября (12 октября))
- священномученик Александр Хотовицкий (+ 1937, память 7 (20) августа)
- священномученик Павел Холмский (+ 1943)
- мученица Иоанна Холмская (+ 1943)
- преподобный Кукша Одесский (+ 1964, память 16 (29) сентября) , 11 (24) декабря)
- преподобный Амфилохий Почаевский (+ 1970, память 29 апреля (12 мая), 19 декабря (1 января))

Собору Галицких святых составлены тропарь, кондак, служба и акафист, написана икона.